# Groń (Tatra)
Pour les articles homonymes, voir Groń.
Groń est une localité polonaise de la gmina de Bukowina Tatrzańska, située dans le powiat des Tatras en voïvodie de Petite-Pologne.